# NGC 2481
NGC 2481 este o galaxie lenticulară situată în constelația Gemenii. A fost descoperită în 28 februarie 1785 de către William Herschel. Se află la o distanță de 32 de megaparseci de Pământ.